# Daganzo de Arriba
Daganzo de Arriba er en by og kommune i det centrale Spanien i Madrid-regionen. Den har et indbyggertal på 10.703 (2024) indbyggere.